# Neolophonotus occidualis
Neolophonotus occidualis là một loài ruồi trong họ Asilidae. Neolophonotus occidualis được Londt miêu tả năm 1988. Loài này phân bố ở vùng nhiệt đới châu Phi.